# Lijst van rijksmonumenten in De Friese Meren

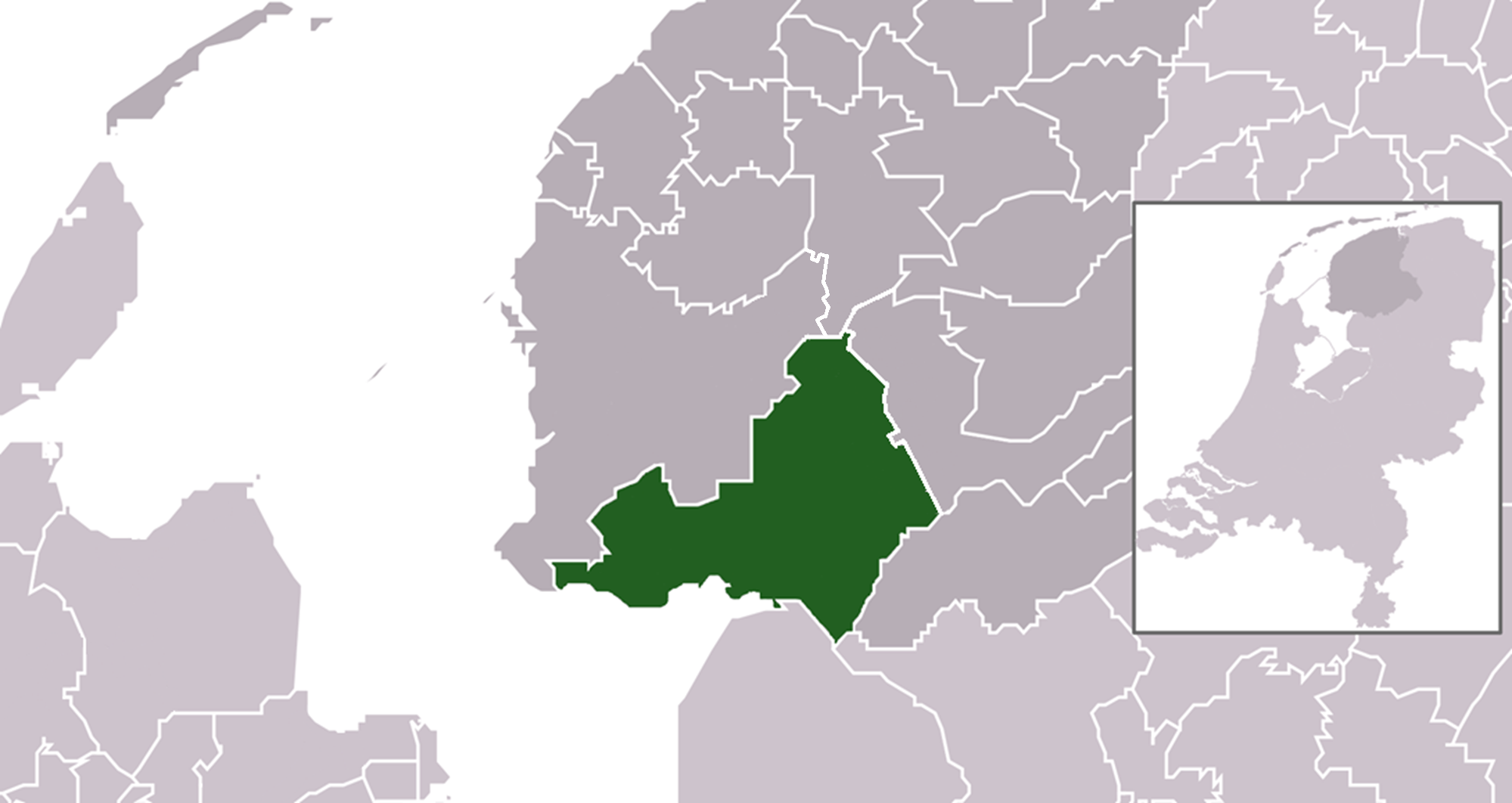
De Friese Meren

De gemeente De Friese Meren telt 274 inschrijvingen in het rijksmonumentenregister. Hieronder een overzicht. 

## Akmarijp
De plaats Akmarijp (Eagmaryp) telt 3 inschrijvingen in het rijksmonumentenregister.
| Object | Oorspronkelijke functie? | Bouwjaar     | Architect | Locatie         | Coördinaten?                 | Nr.?  | Afbeelding |
| --- | ------------------------ | ------------ | --------- | --------------- | ---------------------------- | ----- | --- |
| Klokkenstoel op kerkhof                                                                                                 | Vanwege onderdelen kerk  | oorspr. 1844 |           | bij Fjildwei 19 | 53° 0' 16" NB, 5° 47' 18" OL | 35939 | Meer afbeeldingen |
| Kop-romp-boerderij met onderkelderd voorhuis met twaalfruitsvensters onder zadeldak tussen topgevels                    | Boerderij                | ca. 1850     |           | Fjildwei 17     | 53° 0' 14" NB, 5° 47' 16" OL | 35940 | Meer afbeeldingen |
| Grote stelphoeve met vier zesruitsvensters in voorgevel, melkkelder met twee kleine vensters en topschoorsteen met bord | Boerderij                | ca. 1870     |           | Fjildwei 9      | 53° 0' 4" NB, 5° 47' 22" OL  | 35941 | Grote stelphoeve met vier zesruitsvensters in voorgevel, melkkelder met twee kleine vensters en topschoorsteen met bord |

## Balk
De plaats Balk telt 33 inschrijvingen in het rijksmonumentenregister. Zie Lijst van rijksmonumenten in Balk voor een overzicht.

## Broek
De plaats Broek (De Broek) telt 3 inschrijvingen in het rijksmonumentenregister.
| Object                                                                                           | Oorspronkelijke functie? | Bouwjaar     | Architect | Locatie         | Coördinaten?                  | Nr.?  | Afbeelding                                                                                       |
| ------------------------------------------------------------------------------------------------ | ------------------------ | ------------ | --------- | --------------- | ----------------------------- | ----- | ------------------------------------------------------------------------------------------------ |
| Klokkenstoel op omheind kerkhof                                                                  | Vanwege onderdelen kerk  | 1973 (rest.) |           | bij It Noard 21 | 52° 58' 46" NB, 5° 46' 40" OL | 13224 | Meer afbeeldingen                                                                                |
| Landelijk pand onder schilddak met hoekschoorstenen met boven de ingang vensters met schuiframen | Woonhuis                 | ca. 1860     |           | Plústerdyk 11   | 52° 58' 47" NB, 5° 46' 36" OL | 13225 | Landelijk pand onder schilddak met hoekschoorstenen met boven de ingang vensters met schuiframen |
| Kop-romp-boerderij met onderkelderd voorhuis met zesruitsvensters en topgevel                    | Boerderij                | ca. 1870     |           | Plústerdyk 9    | 52° 58' 49" NB, 5° 46' 36" OL | 13226 | Kop-romp-boerderij met onderkelderd voorhuis met zesruitsvensters en topgevel                    |

## Doniaga
De plaats Doniaga (Dunegea) telt 1 inschrijving in het rijksmonumentenregister.
| Object       | Oorspronkelijke functie? | Bouwjaar          | Architect | Locatie    | Coördinaten?                  | Nr.?  | Afbeelding        |
| ------------ | ------------------------ | ----------------- | --------- | ---------- | ----------------------------- | ----- | ----------------- |
| Klokkenstoel | Vanwege onderdelen kerk  | 1901 1986 (rest.) |           | Wielwei 27 | 52° 54' 12" NB, 5° 44' 46" OL | 13227 | Meer afbeeldingen |

## Echten
De plaats Echten telt 2 inschrijvingen in het rijksmonumentenregister.
| Object                   | Oorspronkelijke functie? | Bouwjaar | Architect                               | Locatie     | Coördinaten?                  | Nr.?   | Afbeelding        |
| ------------------------ | ------------------------ | --- | --------------------------------------- | ----------- | ----------------------------- | ------ | ----------------- |
| Hervormde Laurentiuskerk | Kerk en kerkonderdeel    | oorspr. midden 13e eeuw 1650-1700 (ommetseling) vroege 19e eeuw (vensterdetaillering) ca. 1830 (preekstoel, kerkbanken, orgelgalerij) 1871 (orgel) 1879 (toren, verb.) 1977 (rest.) | L. van Dam & Zn (orgel) F. Kroes (1977) | Hoofdweg 30 | 52° 52' 25" NB, 5° 48' 16" OL | 25776  | Meer afbeeldingen |
| Gemaal Echten            | Gemaal                   | 1913 | A. Mulder                               | Hoofdweg 27 | 52° 52' 36" NB, 5° 48' 10" OL | 514990 | Meer afbeeldingen |

## Eesterga
De plaats Eesterga telt 1 inschrijving in het rijksmonumentenregister.
| Object                   | Oorspronkelijke functie? | Bouwjaar     | Architect | Locatie         | Coördinaten?                  | Nr.?  | Afbeelding        |
| ------------------------ | ------------------------ | ------------ | --------- | --------------- | ----------------------------- | ----- | ----------------- |
| Klokkenstoel met helmdak | Vanwege onderdelen kerk  | 1956 (rest.) |           | Straatweg bij 3 | 52° 51' 40" NB, 5° 43' 18" OL | 25777 | Meer afbeeldingen |

## Elahuizen
De plaats Elahuizen (Ealahuzen) telt 3 inschrijvingen in het rijksmonumentenregister.
| Object                                                                                | Oorspronkelijke functie? | Bouwjaar           | Architect                      | Locatie      | Coördinaten?                  | Nr.?   | Afbeelding                                                                            |
| ------------------------------------------------------------------------------------- | ------------------------ | ------------------ | ------------------------------ | ------------ | ----------------------------- | ------ | ------------------------------------------------------------------------------------- |
| Kerk van Elahuizen. Hervormde kerk, klokken                                           | Kerk en kerkonderdeel    | 1832 eind 19e eeuw | Petit en Fritsen (1832) Bergen | Tsjerkewei 3 | 52° 55' 16" NB, 5° 32' 14" OL | 21485  | Meer afbeeldingen                                                                     |
| Boerderij met dwarsgebouwd voorhuis met zesruitsvensters onder schilddak met dakkapel | Boerderij                | vroege 19e eeuw    |                                | Mardyk 21    | 52° 55' 46" NB, 5° 32' 37" OL | 21486  | Boerderij met dwarsgebouwd voorhuis met zesruitsvensters onder schilddak met dakkapel |
| Hervormde kerk, orgel                                                                 | Kerk en kerkonderdeel    | 1865               | W. Hardorff                    | Tsjerkewei 3 | 52° 55' 16" NB, 5° 32' 14" OL | 481742 | Meer afbeeldingen                                                                     |

## Follega
De plaats Follega telt 3 inschrijvingen in het rijksmonumentenregister.
| Object | Oorspronkelijke functie? | Bouwjaar       | Architect | Locatie          | Coördinaten?                  | Nr.?  | Afbeelding        |
| --- | ------------------------ | -------------- | --------- | ---------------- | ----------------------------- | ----- | ----------------- |
| Kerkhof met overkuifde klokkenstoel | Vanwege onderdelen kerk  |                |           | bij Straatweg 47 | 52° 53' 19" NB, 5° 44' 10" OL | 25778 | Meer afbeeldingen |
| Kop-rompboerderij onder zadeldak tussen topgevels met schoorstenen waarop borden en met zesruitsvensters in de kop en het woongedeelte | Boerderij                | 1858           |           | Straatweg 29     | 52° 52' 49" NB, 5° 44' 7" OL  | 25779 | Meer afbeeldingen |
| De Drie Kogels (voorm. dorpsherberg)                                                                                                   | Horeca                   | mog. 18e-eeuws |           | Straatweg 45     | 52° 53' 18" NB, 5° 44' 12" OL | 25780 | Meer afbeeldingen |

## Goingarijp
De plaats Goingarijp (Goaiïngaryp) telt 2 inschrijvingen in het rijksmonumentenregister.
| Object                               | Oorspronkelijke functie? | Bouwjaar                                        | Architect | Locatie  | Coördinaten?                 | Nr.?  | Afbeelding        |
| ------------------------------------ | ------------------------ | ----------------------------------------------- | --------- | -------- | ---------------------------- | ----- | ----------------- |
| Kerk van Goingarijp met klokkenstoel | Kerk en kerkonderdeel    | 1770 (kerk) 1770 (klokkenstoel in huidige vorm) |           | It Hôf 5 | 53° 0' 37" NB, 5° 46' 14" OL | 13229 | Meer afbeeldingen |

## Harich
De plaats Harich telt 3 inschrijvingen in het rijksmonumentenregister.
| Object                  | Oorspronkelijke functie? | Bouwjaar                                                  | Architect | Locatie       | Coördinaten?                  | Nr.?   | Afbeelding        |
| ----------------------- | ------------------------ | --------------------------------------------------------- | --------- | ------------- | ----------------------------- | ------ | ----------------- |
| Idscke Popke Sathe,     | Boerderij                | 1811                                                      |           | Lorbuorren 3  | 52° 54' 10" NB, 5° 34' 36" OL | 15923  | Meer afbeeldingen |
| Hervormde kerk en toren | Kerk en kerkonderdeel    | mog. 12e eeuw (toren) mog. 1603 (spits) 1663 (herb. kerk) |           | Stinsenwei 16 | 52° 54' 9" NB, 5° 33' 50" OL  | 15924  | Meer afbeeldingen |
| De Witte Schuur         | Boerderij                | 1805                                                      |           | Stinsenwei 13 | 52° 54' 8" NB, 5° 33' 49" OL  | 330114 | Meer afbeeldingen |

## Haskerhorne
De plaats Haskerhorne (Haskerhoarne, De Hoarne) telt 1 inschrijving in het rijksmonumentenregister.
| Object                                                  | Oorspronkelijke functie? | Bouwjaar | Architect | Locatie       | Coördinaten?                  | Nr.?  | Afbeelding        |
| ------------------------------------------------------- | ------------------------ | --- | --------- | ------------- | ----------------------------- | ----- | ----------------- |
| Kerk van Haskerhorne. Hervormde kerk vanwege inventaris | Vanwege onderdelen kerk  | 16e eeuw (grafzerk) 17e eeuw (preekstoel, doophek, grafzerk) ca. 1740 (orgelkast) ca. 1760 (orgel, geplaatst in 1873) 18e eeuw (drie grafzerken) |           | Haulsterweg 1 | 52° 57' 11" NB, 5° 49' 47" OL | 20849 | Meer afbeeldingen |

## Joure
De plaats Joure (De Jouwer) telt 24 inschrijvingen in het rijksmonumentenregister. Zie de Lijst van rijksmonumenten in Joure voor een overzicht.

## Langweer
De plaats Langweer (Langwar) telt 15 inschrijvingen in het rijksmonumentenregister. Zie de Lijst van rijksmonumenten in Langweer voor een overzicht.

## Legemeer
De plaats Legemeer (Legemar) telt 1 inschrijving in het rijksmonumentenregister.
| Object       | Oorspronkelijke functie? | Bouwjaar     | Architect | Locatie           | Coördinaten?                  | Nr.?  | Afbeelding        |
| ------------ | ------------------------ | ------------ | --------- | ----------------- | ----------------------------- | ----- | ----------------- |
| Klokkenstoel | Vanwege onderdelen kerk  | 1972 (herb.) |           | Legemeersterweg 6 | 52° 56' 17" NB, 5° 43' 45" OL | 13245 | Meer afbeeldingen |

## Lemmer
De plaats Lemmer telt 29 inschrijvingen in het rijksmonumentenregister. Zie Lijst van rijksmonumenten in Lemmer voor een overzicht.

## Mirns
De plaats Mirns (Murns) telt 2 inschrijvingen in het rijksmonumentenregister.
| Object                     | Oorspronkelijke functie?  | Bouwjaar        | Architect | Locatie                                                  | Coördinaten?                  | Nr.?   | Afbeelding        |
| -------------------------- | ------------------------- | --------------- | --------- | -------------------------------------------------------- | ----------------------------- | ------ | ----------------- |
| Klokkenstoel met schilddak | Vanwege onderdelen kerk   | herbouwd na WO2 |           | Murnserdyk 24                                            | 52° 51' 20" NB, 5° 27' 53" OL | 15925  | Meer afbeeldingen |
| Windmotor Mirns            | Industrie- en poldermolen | ca. 1920        |           | bij de Wieldyk aan de rand van natuurgebied De Mokkebank | 52° 51' 19" NB, 5° 27' 9" OL  | 513663 | Meer afbeeldingen |

## Nijemirdum
De plaats Nijemirdum (Nijemardum) telt 3 inschrijvingen in het rijksmonumentenregister.
| Object                                                                           | Oorspronkelijke functie?  | Bouwjaar                                     | Architect | Locatie              | Coördinaten?                  | Nr.?   | Afbeelding                                                                       |
| -------------------------------------------------------------------------------- | ------------------------- | -------------------------------------------- | --------- | -------------------- | ----------------------------- | ------ | -------------------------------------------------------------------------------- |
| Boerderij met drie zesruitsvensters breed voorhuis onder zadeldak tegen topgevel | Boerderij                 |                                              |           | Lyklamawei 4         | 52° 51' 12" NB, 5° 33' 57" OL | 15926  | Boerderij met drie zesruitsvensters breed voorhuis onder zadeldak tegen topgevel |
| Kerktoren van Nijemirdum                                                         | Kerk en kerkonderdeel     | mog. 1350-1400 15e eeuw (verh.) 1974 (rest.) |           | Lyklamawei 18        | 52° 51' 21" NB, 5° 34' 3" OL  | 15927  | Meer afbeeldingen                                                                |
| 't Zwaantje (Huitebuurstermolen)                                                 | Industrie- en poldermolen | mog. 1878 1986 (rest.) 2007 (rest.)          |           | nabij Sânfeartsdyk 1 | 52° 50' 57" NB, 5° 34' 26" OL | 358041 | Meer afbeeldingen                                                                |

## Oldeouwer
De plaats Oldeouwer (Alde Ouwer) telt 1 inschrijving in het rijksmonumentenregister.
| Object                   | Oorspronkelijke functie? | Bouwjaar               | Architect | Locatie                    | Coördinaten?                 | Nr.?  | Afbeelding        |
| ------------------------ | ------------------------ | ---------------------- | --------- | -------------------------- | ---------------------------- | ----- | ----------------- |
| Klokkenstoel met helmdak | Vanwege onderdelen kerk  | oorspr. mog. 1650-1700 |           | bij Jetze Veldstraweg 109a | 52° 55' 23" NB, 5° 48' 5" OL | 13246 | Meer afbeeldingen |

## Oosterzee
De plaats Oosterzee telt 7 inschrijvingen in het rijksmonumentenregister.
| Object | Oorspronkelijke functie?  | Bouwjaar  | Architect | Locatie        | Coördinaten?                  | Nr.?  | Afbeelding |
| --- | ------------------------- | --------- | --------- | -------------- | ----------------------------- | ----- | --- |
| Landelijk woonhuis met omlijste ingang onder schilddak met hoekschoorstenen en forse dakkapel                       | Woonhuis                  |           |           | Buren 10       | 52° 52' 7" NB, 5° 44' 54" OL  | 25781 | Meer afbeeldingen                                                                                                   |
| Landelijk woonhuis met omlijste ingang, zesruitsvensters en forse dakkapel                                          | Woonhuis                  | ca. 1850  |           | Buren 14       | 52° 52' 7" NB, 5° 44' 55" OL  | 25782 | Meer afbeeldingen                                                                                                   |
| De Beverkooy | Bestuursgebouw en onderdl | 1782      |           | Buren 19       | 52° 52' 9" NB, 5° 44' 53" OL  | 25783 | Meer afbeeldingen                                                                                                   |
| Kop-rompboerderij met onderkelderd voorhuis met zesruitsvensters                                                    | Boerderij                 | 1800-1850 |           | Buren 23       | 52° 52' 11" NB, 5° 44' 57" OL | 25784 | Meer afbeeldingen                                                                                                   |
| Hervormde kerk | Kerk en kerkonderdeel     | 1860      |           | Buren 29       | 52° 52' 12" NB, 5° 45' 6" OL  | 25785 | Meer afbeeldingen                                                                                                   |
| De Beverkooy, achterdeel                                                                                            | Bestuursgebouw en onderdl |           |           | Molenweg 2     | 52° 52' 8" NB, 5° 44' 53" OL  | 25786 | Beverkooy 2 De Beverkooy, achterdeel                                                                                |
| Kop-rompboerderij met onderkelderd voorhuis met zesruitsvensters tussen topgevels met topschoorstenen waarop borden | Boerderij                 |           |           | Westeind 6 (?) | 52° 51' 45" NB, 5° 44' 51" OL | 25787 | Kop-rompboerderij met onderkelderd voorhuis met zesruitsvensters tussen topgevels met topschoorstenen waarop borden |

## Oudega
De plaats Oudega (Aldegea) telt 2 inschrijvingen in het rijksmonumentenregister.
| Object                    | Oorspronkelijke functie? | Bouwjaar                    | Architect | Locatie   | Coördinaten?                  | Nr.?  | Afbeelding           |
| ------------------------- | ------------------------ | --------------------------- | --------- | --------- | ----------------------------- | ----- | -------------------- |
| Hervormde kerk en kerkhof | Kerk en kerkonderdeel    | 1850 1850-1875 (geveltoren) |           | Aldewei 6 | 52° 54' 16" NB, 5° 31' 22" OL | 21487 | Meer afbeeldingen    |
| Hervormde kerk, klok      | Kerk en kerkonderdeel    | 1692                        |           | Aldewei 6 | 52° 54' 16" NB, 5° 31' 22" OL | 21488 | Hervormde kerk, klok |

## Oudehaske
De plaats Oudehaske (Aldehaske) telt 2 inschrijvingen in het rijksmonumentenregister.
| Object                    | Oorspronkelijke functie? | Bouwjaar              | Architect        | Locatie        | Coördinaten?                  | Nr.?   | Afbeelding        |
| ------------------------- | ------------------------ | --------------------- | ---------------- | -------------- | ----------------------------- | ------ | ----------------- |
| De Greveling              | Boerderij                |                       |                  | Jousterweg 140 | 52° 57' 26" NB, 5° 52' 34" OL | 20850  | Meer afbeeldingen |
| Kerk van Oudehaske, orgel | Vanwege onderdelen kerk  | 1869 1906 (plaatsing) | Gebroeders Adema | Badweg 1       | 52° 57' 24" NB, 5° 52' 16" OL | 526769 | Meer afbeeldingen |

## Oudemirdum
De plaats Oudemirdum (Aldemardum) telt 6 inschrijvingen in het rijksmonumentenregister.
| Object                                     | Oorspronkelijke functie?  | Bouwjaar                                                                                         | Architect                                     | Locatie               | Coördinaten?                  | Nr.?   | Afbeelding        |
| ------------------------------------------ | ------------------------- | ------------------------------------------------------------------------------------------------ | --------------------------------------------- | --------------------- | ----------------------------- | ------ | ----------------- |
| Hervormde kerk, inventaris                 | Kerk en kerkonderdeel     | 12e eeuw (grafzerk) 1458 (klok) ca. 1650 (preekstoel) 1790 (kerk) (fundering ouder) 1900 (orgel) | S. Butendiic (klok) Bakker & Timmenga (orgel) | Kerkstraat 1          | 52° 50' 59" NB, 5° 31' 59" OL | 15928  | Meer afbeeldingen |
| Kippenburg                                 | Kasteel, buitenplaats     | 1850                                                                                             |                                               | Kippenburg 5          | 52° 52' 29" NB, 5° 32' 43" OL | 15929  | Meer afbeeldingen |
| Riniastate, hoofdgebouw                    | Kasteel, buitenplaats     | 1843 1990-1999 (rest.)                                                                           | Th. Romein                                    | Star Numanwei 7-9     | 52° 50' 45" NB, 5° 32' 32" OL | 526279 | Meer afbeeldingen |
| Riniastate, tuin en park                   | Tuin, park en plantsoen   | ca. 1843 1990-1999 (ged. herinr.)                                                                | mog. L.P. Roodbaard                           | bij Star Numanwei 7-9 | 52° 50' 45" NB, 5° 32' 31" OL | 526280 | Meer afbeeldingen |
| Riniastate, voorm. dienstwoning annex stal | Bijgebouwen kastelen enz. | ca. 1843 (woning) verm. ca. 1900 (stal) 1990-1999 (verb. stal)                                   |                                               | bij Star Numanwei 7-9 | 52° 50' 45" NB, 5° 32' 32" OL | 526281 | Upload foto       |
| Riniastate, moesttuinmuur                  | Tuin, park en plantsoen   | ca. 1843                                                                                         |                                               | bij Star Numanwei 7-9 | 52° 50' 45" NB, 5° 32' 31" OL | 526282 | Upload foto       |

## Ouwster-Nijega
De plaats Ouwster-Nijega (Ousternijegea) telt 1 inschrijving in het rijksmonumentenregister.
| Object       | Oorspronkelijke functie? | Bouwjaar          | Architect | Locatie               | Coördinaten?                  | Nr.?  | Afbeelding        |
| ------------ | ------------------------ | ----------------- | --------- | --------------------- | ----------------------------- | ----- | ----------------- |
| Klokkenstoel | Vanwege onderdelen kerk  | 1902 1975 (rest.) |           | Jetze Veldstraweg 81A | 52° 55' 46" NB, 5° 48' 32" OL | 13248 | Meer afbeeldingen |

## Ouwsterhaule
De plaats Ouwsterhaule (Ousterhaule) telt 2 inschrijvingen in het rijksmonumentenregister.
| Object                      | Oorspronkelijke functie? | Bouwjaar                                      | Architect | Locatie                  | Coördinaten?                  | Nr.?   | Afbeelding        |
| --------------------------- | ------------------------ | --------------------------------------------- | --------- | ------------------------ | ----------------------------- | ------ | ----------------- |
| Kerk van Ouwsterhaule       | Kerk en kerkonderdeel    | 18e eeuw 1802 (westgevel, toren) 1877 (verb.) |           | Jetze Veldstraweg 31     | 52° 56' 20" NB, 5° 48' 50" OL | 13247  | Meer afbeeldingen |
| Hervormde kerk, toegangshek | Erfscheiding             | 1857                                          |           | bij Jetze Veldstraweg 31 | 52° 56' 20" NB, 5° 48' 49" OL | 514070 | Meer afbeeldingen |

## Rijs
De plaats Rijs (Riis) telt 1 inschrijving in het rijksmonumentenregister.
| Object                                       | Oorspronkelijke functie? | Bouwjaar                           | Architect         | Locatie        | Coördinaten?                  | Nr.?  | Afbeelding        |
| -------------------------------------------- | ------------------------ | ---------------------------------- | ----------------- | -------------- | ----------------------------- | ----- | ----------------- |
| Vredestempeltje van Rijs (in het Rijsterbos) | Kerk en kerkonderdeel    | 1814 1945 (herb.) 1976-'77 (herb.) | H. Oud (1976-'76) | Murnserleane 1 | 52° 51' 41" NB, 5° 29' 42" OL | 15932 | Meer afbeeldingen |

## Rottum
De plaats Rottum telt 1 inschrijving in het rijksmonumentenregister.
| Object                | Oorspronkelijke functie? | Bouwjaar | Architect | Locatie            | Coördinaten?                  | Nr.?  | Afbeelding            |
| --------------------- | ------------------------ | -------- | --------- | ------------------ | ----------------------------- | ----- | --------------------- |
| Betonnen klokkenstoel | Vanwege onderdelen kerk  | 20e eeuw |           | t.o. Binnendijk 26 | 52° 56' 13" NB, 5° 53' 30" OL | 20852 | Betonnen klokkenstoel |

## Rotstergaast
De plaats Rotstergaast telt 1 inschrijving in het rijksmonumentenregister.
| Object                  | Oorspronkelijke functie?    | Bouwjaar     | Architect | Locatie        | Coördinaten?                 | Nr.?  | Afbeelding        |
| ----------------------- | --------------------------- | ------------ | --------- | -------------- | ---------------------------- | ----- | ----------------- |
| Klokkenstoel op kerkhof | Begraafplaats en onderdelen | 1976 (rest.) |           | Schoterweg 11A | 52° 54' 3" NB, 5° 53' 36" OL | 20851 | Meer afbeeldingen |

## Ruigahuizen
De plaats Ruigahuizen (Rûgehuzen) telt 1 inschrijving in het rijksmonumentenregister.
| Object       | Oorspronkelijke functie? | Bouwjaar                              | Architect       | Locatie          | Coördinaten?                 | Nr.?  | Afbeelding        |
| ------------ | ------------------------ | ------------------------------------- | --------------- | ---------------- | ---------------------------- | ----- | ----------------- |
| Klokkenstoel | Vanwege onderdelen kerk  | 1746 (klok) 1956 (herb. klokkenstoel) | C. Crans (klok) | Tsjerkhofleane 2 | 52° 52' 49" NB, 5° 34' 1" OL | 15931 | Meer afbeeldingen |

## Scharsterbrug
De plaats Scharsterbrug (Skarsterbrêge) telt 3 inschrijvingen in het rijksmonumentenregister.
| Object | Oorspronkelijke functie?  | Bouwjaar                                     | Architect | Locatie               | Coördinaten?                  | Nr.?  | Afbeelding        |
| --- | ------------------------- | -------------------------------------------- | --------- | --------------------- | ----------------------------- | ----- | ----------------- |
| Kop-rompboerderij met onderkelderd voorhuis aan de rechterzijde met versierde bovenlichten boven de kelderramen en met schoorsteen | Boerderij                 | 1868                                         |           | Hollandiastraat 3     | 52° 56' 42" NB, 5° 46' 36" OL | 13249 | Upload foto       |
| Veldzicht | Boerderij                 | 1873                                         |           | Hollandiastraat 72    | 52° 56' 46" NB, 5° 47' 2" OL  | 13250 | Veldzicht         |
| Skarrenmolen | Industrie- en poldermolen | 1888 (herb. op huidige locatie) 1995 (rest.) |           | bij Hollandiastraat 7 | 52° 56' 51" NB, 5° 46' 41" OL | 13251 | Meer afbeeldingen |

## Sint Nicolaasga
De plaats Sint Nicolaasga (Sint Nyk) telt 13 inschrijvingen in het rijksmonumentenregister. Zie de Lijst van rijksmonumenten in Sint Nicolaasga voor een overzicht.

## Sintjohannesga
De plaats Sintjohannesga (Sint Jansgea, Sint Jut) telt 2 inschrijvingen in het rijksmonumentenregister.
| Object            | Oorspronkelijke functie?  | Bouwjaar              | Architect | Locatie       | Coördinaten?                  | Nr.?   | Afbeelding        |
| ----------------- | ------------------------- | --------------------- | --------- | ------------- | ----------------------------- | ------ | ----------------- |
| Kop-rompboerderij | Boerderij                 |                       |           | Streek 2      | 52° 55' 52" NB, 5° 51' 21" OL | 20853  | Meer afbeeldingen |
| De Hersteller     | Industrie- en poldermolen | 1857 1979-'81 (rest.) |           | Hoge Dijk 132 | 52° 55' 29" NB, 5° 51' 52" OL | 359671 | Meer afbeeldingen |

## Sloten
De plaats Sloten (Sleat) telt 50 inschrijvingen in het rijksmonumentenregister. Zie Lijst van rijksmonumenten in Sloten (Friesland) voor een overzicht.

## Snikzwaag
De plaats Snikzwaag (Sniksweach) telt 2 inschrijvingen in het rijksmonumentenregister.
| Object | Oorspronkelijke functie? | Bouwjaar         | Architect | Locatie          | Coördinaten?                  | Nr.?  | Afbeelding        |
| --- | ------------------------ | ---------------- | --------- | ---------------- | ----------------------------- | ----- | ----------------- |
| Klokkenstoel | Vanwege onderdelen kerk  | 1970-'71 (rest.) |           | Leeuwarderweg 2  | 52° 58' 57" NB, 5° 47' 29" OL | 20854 | Meer afbeeldingen |
| Kop-hals-rompboerderij met onderkelderd voorhuis met zesruitsvensters onder zadeldak tussen topgevels met schoorstenen waarop borden | Boerderij                |                  |           | Leeuwarderweg 12 | 52° 59' 9" NB, 5° 47' 18" OL  | 20855 | Meer afbeeldingen |

## Sondel
De plaats Sondel telt 5 inschrijvingen in het rijksmonumentenregister.
| Object | Oorspronkelijke functie? | Bouwjaar                                       | Architect | Locatie               | Coördinaten?                  | Nr.?  | Afbeelding                                                                  |
| --- | ------------------------ | ---------------------------------------------- | --------- | --------------------- | ----------------------------- | ----- | --------------------------------------------------------------------------- |
| Kop-hals-rompboerderij met onderkelderd woongedeelte en topgevel van gele steen met vlechtingen van rode steen    | Boerderij                | 18e eeuw                                       |           | Beuckenswijkstraat 8  | 52° 52' 15" NB, 5° 35' 48" OL | 15933 | Meer afbeeldingen                                                           |
| Beuckenswijk, twee gedenkstenen                                                                                   | Boerderij                | 1780 en 1785 ca. 1890 (boerderij)              |           | Beuckenswijkstraat 11 | 52° 52' 12" NB, 5° 35' 50" OL | 15934 | Meer afbeeldingen                                                           |
| Kerk van Sondel. Hervormde kerk, preekstoel en familiebank                                                        | Kerk en kerkonderdeel    | 17e eeuw (preekstoel, familiebank) 1870 (kerk) |           | Beuckenswijkstraat 2  | 52° 52' 16" NB, 5° 35' 52" OL | 15935 | Meer afbeeldingen                                                           |
| Kop-hals-rompboerderij met onderkelderd voorhuis met topgevel met zesruitsvensters en gebeeldhouwde aanzetkrullen | Boerderij                | 18e eeuw                                       |           | J. Boomsmastraat 5    | 52° 52' 21" NB, 5° 35' 60" OL | 15936 | Meer afbeeldingen                                                           |
| Grote stelpboerderij met onderkelderd hoekgedeelte en ingang met zijlichten                                       | Boerderij                | ca. 1860                                       |           | J. Boomsmastraat 16   | 52° 52' 19" NB, 5° 36' 2" OL  | 15937 | Grote stelpboerderij met onderkelderd hoekgedeelte en ingang met zijlichten |

## Tacozijl
De plaats Tacozijl telt 1 inschrijving in het rijksmonumentenregister.
| Object               | Oorspronkelijke functie?  | Bouwjaar                                        | Architect | Locatie           | Coördinaten?                  | Nr.?  | Afbeelding           |
| -------------------- | ------------------------- | ----------------------------------------------- | --------- | ----------------- | ----------------------------- | ----- | -------------------- |
| Joodse begraafplaats | Begraafplaats en -onderdl | 1802 (aankoop grond) 1876 (uitbr.) 1994 (rest.) |           | bij Plattedijk 32 | 52° 51' 47" NB, 5° 38' 43" OL | 25773 | Joodse begraafplaats |

## Terherne
De plaats Terhorne (Terherne) telt 4 inschrijvingen in het rijksmonumentenregister.
| Object | Oorspronkelijke functie? | Bouwjaar      | Architect            | Locatie    | Coördinaten?                 | Nr.?   | Afbeelding        |
| --- | ------------------------ | ------------- | -------------------- | ---------- | ---------------------------- | ------ | ----------------- |
| Stolphoeve met korte schuur en met voorhuis met zesruitsvensters en goot op blokjes                                    | Boerderij                | 1840          |                      | Syl 3      | 53° 5' 6" NB, 5° 47' 47" OL  | 35964  | Meer afbeeldingen |
| Woning onder schilddak met aanbouw onder eigen schilddak en met hoge geheel met hout gedichte schuur aan de waterzijde | Boerderij                | 1840          |                      | Syl 5      | 53° 2' 31" NB, 5° 46' 41" OL | 35965  | Meer afbeeldingen |
| Voorm. sluishuis met onderkelderd voorhuis met puntgevel onder zadeldak                                                | Bedieningsgebouw         | mog. 18e eeuw |                      | Syl 7      | 53° 2' 32" NB, 5° 46' 40" OL | 35966  | Meer afbeeldingen |
| Doopsgezinde kerk met kosterswoning                                                                                    | Kerk en kerkonderdeel    | 1864-'65      | A. Breunissen Troost | Buorren 35 | 53° 2' 25" NB, 5° 46' 52" OL | 514877 | Meer afbeeldingen |

## Terkaple
De plaats Terkaple telt 4 inschrijvingen in het rijksmonumentenregister.
| Object | Oorspronkelijke functie?  | Bouwjaar                        | Architect                       | Locatie      | Coördinaten?                  | Nr.?  | Afbeelding |
| --- | ------------------------- | ------------------------------- | ------------------------------- | ------------ | ----------------------------- | ----- | --- |
| Roordahuis (Oenema sathe)                                                                                      | Boerderij                 | ca. 1910 (voorhuis)             |                                 | Oenemawei 28 | 52° 57' 39" NB, 5° 42' 34" OL | 35967 | Meer afbeeldingen                                                                                              |
| Kerkhof en twee zerken in kerk                                                                                 | Begraafplaats en -onderdl | 1570 (grafzerk) 1610 (grafzerk) | P Dirxsz. (1570) J. Lous (1610) | Tsjerkepôle  | 53° 12' 27" NB, 5° 47' 5" OL  | 35968 | Meer afbeeldingen                                                                                              |
| Stelphoeve met vier woonhuisvensters in de voorgevel waarnaast links de kelder met opkamer rechts van de inrit | Boerderij                 |                                 |                                 | Oenemawei 18 | 53° 1' 5" NB, 5° 47' 16" OL   | 35969 | Stelphoeve met vier woonhuisvensters in de voorgevel waarnaast links de kelder met opkamer rechts van de inrit |
| Grote stelphoeve met ter weerszijden van de ingang twee zesruitsvensters en met dakkapel                       | Boerderij                 | ca. 1880                        |                                 | Buorren 5    | 53° 0' 37" NB, 5° 47' 11" OL  | 35970 | Meer afbeeldingen                                                                                              |

## Teroele
De plaats Teroele telt 2 inschrijvingen in het rijksmonumentenregister.
| Object            | Oorspronkelijke functie?  | Bouwjaar                | Architect | Locatie             | Coördinaten?                  | Nr.?   | Afbeelding        |
| ----------------- | ------------------------- | ----------------------- | --------- | ------------------- | ----------------------------- | ------ | ----------------- |
| Klokkenstoel      | Vanwege onderdelen kerk   | mog. 1723 1974 (renov.) |           | bij Troelstraweg 14 | 52° 56' 22" NB, 5° 41' 50" OL | 13256  | Meer afbeeldingen |
| Windmotor Teroele | Industrie- en poldermolen | tussen 1920 en 1925     |           | bij Troelstraweg 27 | 52° 56' 23" NB, 5° 41' 39" OL | 514077 | Meer afbeeldingen |

## Tjerkgaast
De plaats Tjerkgaast (Tsjerkgaast) telt 3 inschrijvingen in het rijksmonumentenregister.
| Object                                | Oorspronkelijke functie? | Bouwjaar                            | Architect | Locatie     | Coördinaten?                  | Nr.?  | Afbeelding        |
| ------------------------------------- | ------------------------ | ----------------------------------- | --------- | ----------- | ----------------------------- | ----- | ----------------- |
| Spannenburg (Het Wapen van Friesland) | Horeca                   | ca. 1845                            |           | Strjitwei 5 | 52° 54' 36" NB, 5° 42' 5" OL  | 13257 | Meer afbeeldingen |
| Kerk van Tjerkgaast                   | Kerk en kerkonderdeel    | 1703 (herb.) 1941 (herb. westgevel) |           | Gaestdyk 37 | 52° 54' 13" NB, 5° 40' 43" OL | 13258 | Meer afbeeldingen |
| Galama State                          | Boerderij                | 1800-1850                           |           | Gaestdyk 61 | 52° 53' 52" NB, 5° 39' 40" OL | 13259 | Meer afbeeldingen |

## Vegelinsoord
De plaats Vegelinsoord (Vegelinsoard) telt 1 inschrijving in het rijksmonumentenregister.
| Object                    | Oorspronkelijke functie?  | Bouwjaar                        | Architect | Locatie    | Coördinaten?                | Nr.?  | Afbeelding        |
| ------------------------- | ------------------------- | ------------------------------- | --------- | ---------- | --------------------------- | ----- | ----------------- |
| Grevensmolen (Deelsmolen) | Industrie- en poldermolen | 1860 1993 (rest.) 2006 (herst.) |           | Deelswal 4 | 53° 1' 3" NB, 5° 51' 21" OL | 20846 | Meer afbeeldingen |

## Wijckel
De plaats Wijckel (Wikel) telt 3 inschrijvingen in het rijksmonumentenregister.
| Object                                                                                  | Oorspronkelijke functie? | Bouwjaar                                                       | Architect | Locatie                  | Coördinaten?                  | Nr.?  | Afbeelding                                                                              |
| --------------------------------------------------------------------------------------- | ------------------------ | -------------------------------------------------------------- | --------- | ------------------------ | ----------------------------- | ----- | --------------------------------------------------------------------------------------- |
| Hervormde kerk op kerkhof (Vaste Burchtkerk)                                            | Kerk en kerkonderdeel    | 15e eeuw (toren) 1671 (kerk, verh. toren) 1821 (herstel toren) |           | Menno van Coehoornweg 2  | 52° 53' 21" NB, 5° 37' 30" OL | 15938 | Meer afbeeldingen                                                                       |
| Pandje met twaalfruitsvensters onder zadeldak tegen topgevels met vlechtingen in kopjes | Woonhuis                 | 1831                                                           |           | Menno van Coehoornweg 13 | 52° 53' 23" NB, 5° 37' 15" OL | 15939 | Pandje met twaalfruitsvensters onder zadeldak tegen topgevels met vlechtingen in kopjes |
| Kop-hals-rompboerderij met onderkelderd woongedeelte met zesruitsvensters               | Boerderij                | vroege 19e eeuw                                                |           | Iwert 10                 | 52° 52' 52" NB, 5° 37' 15" OL | 15941 | Meer afbeeldingen                                                                       |

Achtkarspelen ·
Ameland ·
Dantumadeel ·
De Friese Meren ·
Harlingen ·
Heerenveen ·
Leeuwarden ·
Noardeast-Fryslân ·
Ooststellingwerf ·
Opsterland ·
Schiermonnikoog ·
Smallingerland ·
Súdwest-Fryslân ·
Terschelling ·
Tietjerksteradeel ·
Vlieland ·
Waadhoeke ·
Weststellingwerf